# GP3
A GP3, teljes nevén GP3 Series egy 2010-ben indult együléses autóverseny-sorozat, melyet a GP2 előszobájának szántak. A motorszállító a Renault, míg a gumiszállító a Pirelli volt. Kezdetben szó volt róla, hogy amint létrejön a sorozat, egyesül az International Formula Master (IFM) nevű sorozattal, azonban a GP3-as autók egy teljesen új Dallara vázra épültek Renault motorokkal meghajtva.
2019-ben a széria összeolvad a Formula–3 Európa-bajnoksággal és FIA Formula–3 bajnokság néven folytatódik, a FIA Formula–2 bajnokság mintájára.

## Autók
A GP3 autói szabványosítottak, minden csapat ugyanolyat használt. Nem megengedett az egyéni fejlesztés, minden pótalkatrészt közvetlenül a GP3 sorozattól kellett beszerezni. A strukturális alkatrészek javítását csak a Dallara cég végezhette.
- Kasztni:

A kasztnik gyártója - a GP2 versenyautóihoz hasonlóan - a Dallara.
- Motor:
  - AER által fejlesztett 6 hengeres, 3.4 literes szívómotor amely 400 lóerő teljesítményre képes 8000-es fordulatszámon[5]
  - Elektronikus gázkar[5]

- Sebességváltó:

Hatsebességes szekvenciális hosszanti Hewland sebességváltó
- Gumi:

A sorozat a Pirelli Pzero abroncsait használja. Háromféle gumikeveréket használhatnak (lágy, közepes, kemény).
Minden pilóta négy szettnyi száraz időjáráshoz való és két szettnyi vizes időjáráshoz való abroncsot használhat minden rendezvényen.
- Egyéb alkatrészek:

A GP2-ben alkalmazott Brembo fékeket használják.
- Teljesítmény:[5]
  - 285 km/h legnagyobb sebesség
  - Akár +/- 2.6G oldalirányú gyorsulás
  - Legnagyobb fékezési lassulás -1.9G
  - Gyorsulás 0–100 km/h-ra: 3.0 másodperc
  - Gyorsulás 0–200 km/h-ra: 7.7 másodperc

## Versenyhétvégék
Egy versenyhétvége tartalmazott egy 30 perces edzést pénteken, és egy 30 perces időmérő edzést szombaton, majd két versenyt. Az időmérő edzés eredménye határozta meg a szombati első verseny rajtrácsát.
A második versenyt vasárnap tartották. A rajtrács úgy áll fel, hogy az első verseny legjobb nyolc helyezettje fordított sorrendben indult, tehát a 8. helyezett versenyzőé lett a vasárnapi pole pozíció, a győztes pedig a nyolcadik helyről indult.

## Pontozási rendszer
2010-2011
- Pole pozíció a szombati versenyre: 2 pont

| Pontrendszer az 1. versenyen | Pontrendszer az 1. versenyen | Pontrendszer az 1. versenyen | Pontrendszer az 1. versenyen | Pontrendszer az 1. versenyen | Pontrendszer az 1. versenyen | Pontrendszer az 1. versenyen | Pontrendszer az 1. versenyen |
| 1.                           | 2.                           | 3.                           | 4.                           | 5.                           | 6.                           | 7.                           | 8.                           |
| ---------------------------- | ---------------------------- | ---------------------------- | ---------------------------- | ---------------------------- | ---------------------------- | ---------------------------- | ---------------------------- |
| 10                           | 8                            | 6                            | 5                            | 4                            | 3                            | 2                            | 1                            |

| 6 | 5 | 4 | 3 | 2 | 1 |

- Leggyorsabb kör: 1 pont minden versenyen. A leggyorsabb kört futott versenyzőnek a versenytáv 90%-át teljesítenie kellett és az első tízben kellett végeznie.

2012-től
| Pontrendszer az 1. versenyen | Pontrendszer az 1. versenyen | Pontrendszer az 1. versenyen | Pontrendszer az 1. versenyen | Pontrendszer az 1. versenyen | Pontrendszer az 1. versenyen | Pontrendszer az 1. versenyen | Pontrendszer az 1. versenyen | Pontrendszer az 1. versenyen | Pontrendszer az 1. versenyen |
| 1.                           | 2.                           | 3.                           | 4.                           | 5.                           | 6.                           | 7.                           | 8.                           | 9.                           | 10.                          |
| ---------------------------- | ---------------------------- | ---------------------------- | ---------------------------- | ---------------------------- | ---------------------------- | ---------------------------- | ---------------------------- | ---------------------------- | ---------------------------- |
| 25                           | 18                           | 15                           | 12                           | 10                           | 8                            | 6                            | 4                            | 2                            | 1                            |

Az első nyolc helyezett a sprint versenyen a következőképpen kapott pontokat:
| Pontrendszer a 2. versenyen | Pontrendszer a 2. versenyen | Pontrendszer a 2. versenyen | Pontrendszer a 2. versenyen | Pontrendszer a 2. versenyen | Pontrendszer a 2. versenyen | Pontrendszer a 2. versenyen | Pontrendszer a 2. versenyen |
| 1.                          | 2.                          | 3.                          | 4.                          | 5.                          | 6.                          | 7.                          | 8.                          |
| --------------------------- | --------------------------- | --------------------------- | --------------------------- | --------------------------- | --------------------------- | --------------------------- | --------------------------- |
| 15                          | 12                          | 10                          | 8                           | 6                           | 4                           | 2                           | 1                           |

A pole pozícióért 4 pont, a versenyeken futott leggyorsabb körért pedig 2 pont járt. Így fordulónként összesen 48 pontot lehetett elérni.

## Bajnokok

### Versenyzők
| Év   | Bajnok                             | Második                            | Harmadik                            | Bajnok csapat  |
| ---- | ---------------------------------- | ---------------------------------- | ----------------------------------- | -------------- |
| 2010 | Esteban Gutiérrez (ART Grand Prix) | Robert Wickens (Status Grand Prix) | Nico Müller (Jenzer Motorsport)     | ART Grand Prix |
| 2011 | Valtteri Bottas (Lotus ART)        | James Calado (Lotus ART)           | Nigel Melker (RSC Mücke Motorsport) | Lotus ART      |
| 2012 | Mitch Evans (MW Arden)             | Daniel Abt (Lotus GP)              | António Félix da Costa (Carlin)     | Lotus GP       |
| 2013 | Danyiil Kvjat (MW Arden)           | Facu Regalia (ART Grand Prix)      | Conor Daly (ART Grand Prix)         | ART Grand Prix |
| 2014 | Alex Lynn (Carlin)                 | Dean Stoneman (Koiranen GP)*       | Marvin Kirchhöfer (ART Grand Prix)  | Carlin         |
| 2015 | Esteban Ocon (ART Grand Prix)      | Luca Ghiotto (Trident)             | Marvin Kirchhöfer (ART Grand Prix)  | ART Grand Prix |
| 2016 | Charles Leclerc (ART Grand Prix)   | Alexander Albon (ART Grand Prix)   | Antonio Fuoco (Trident)             | ART Grand Prix |
| 2017 | George Russell (ART Grand Prix)    | Jack Aitken (ART Grand Prix)       | Nirei Fukuzumi (ART Grand Prix)     | ART Grand Prix |
| 2018 | Anthoine Hubert (ART Grand Prix)   | Nyikita Mazepin (ART Grand Prix)   | Callum Ilott (ART Grand Prix)       | ART Grand Prix |

### Konstruktőrök
| Szezon | Csapat         | Pole pozíció | Győzelem | Dobogós helyezés | Leggyorsabb kör | Pont  |
| ------ | -------------- | ------------ | -------- | ---------------- | --------------- | ----- |
| 2010   | ART Grand Prix | 3            | 7        | 14               | 8               | 130   |
| 2011   | Lotus ART      | 2            | 6        | 14               | 4               | 124   |
| 2012   | Lotus GP       | 3            | 4        | 16               | 0               | 378.5 |
| 2013   | ART Grand Prix | 2            | 4        | 14               | 4               | 378   |
| 2014   | Carlin         | 2            | 4        | 13               | 4               | 347   |
| 2015   | ART Grand Prix | 4            | 6        | 6                | 11              | 477   |
| 2016   | ART Grand Prix | 8            | 9        | 23               | 8               | 588   |
| 2017   | ART Grand Prix | 8            | 7        | 23               | 11              | 578   |
| 2018   | ART Grand Prix | 4            | 9        | 29               | 11              | 640   |